# Goela Abaixo
Goela Abaixo é o segundo álbum de estúdio de Liniker e os Caramelows, lançado em 22 de Março de 2019. Tendo patrocínio do Natura Musical, foi produzido de forma independente. Foi o último álbum lançado com a integrante Liniker.

## Antecedentes
Em 2015, Liniker juntamente com os Caramelows lançam seu primeiro extended play, Cru, que fez um enorme sucesso, tendo Zero, a primeira faixa, em quase 30 milhões de visualizações em seu vídeo. Com a repercussão positiva do EP, Liniker assumindo ser uma mulher trans, entram em estúdio no ano de 2016, para as gravações de seu primeiro álbum de estúdio, Remonta, elegido como o terceiro melhor disco do mesmo ano, sendo pago com financiamento coletivo. Com a turnê de Remonta, Liniker e os Caramelows viajaram para mais de 20 países para divulgar o disco.

## Promoção e repercussão
Em 16 de março de 2018, a cantora anuncia "Lava" como o primeiro single do segundo álbum. Para acompanhar o lançamento nas plataformas digitais, a banda disponibilizou o videoclipe em forma de lyric video. Em seu instagram, juntamente com a foto da capa, Liniker diz: 
Meses depois do lançamento do single, a banda faz o anúncio do segundo single, "Calmô", disponibilizando um pré-save da canção nas plataformas digitais. Em 30 de Outubro de 2018, Calmô é lançado. A arte da capa foi feita por Domitila de Paulo. Pouco dias liberada para streaming, a canção entra em playlists das plataformas digitais.
O videoclipe foi dirigido por DIABA e mostra duas garotas lésbicas andando de moto ao som da canção. Gravado em Gonçalves, no sul de Minas Gerais, o clipe atualmente se encontra no número de dois milhões de visualizações. No Spotify, a música passa de oito milhões de ouvintes, considerado disco de ouro pelo single.
Intimidade foi anunciada pela banda como o terceiro single de Goela Abaixo. Sendo ela apontada como uma das favoritas dos fãs, teve seu videoclipe dirigido por Sabrina Duarte e conta com a participação da cantora Linn da Quebrada.
Aproveitando a vibe de Carnaval, a banda lança como quarto single, De Ontem.

## Recepção
Silvio Essinger para O Globo elogia: “E, costurando as faixas, há um bocado de deleite instrumental, na medida parar lubrificar o ouvinte em seu trajeto pelo organismo artístico de Liniker”.
Pedro Antunes para a Rolling Stone Brasil faz comentários positivos: “Intenso, Goela Abaixo ama de todas as formas. Sente em todos os tempos, no passado, presente, futuro. Porque machuca, muitas vezes, é verdade, mas também pode ser pleno, leve e lindo.”.
Beatriz Trindade para o Ultraverso, diz: “Somados a influências brasileiras, deram origem a uma sonoridade híbrida com balanço, sensualidade com profundidade e teatralidade. Garanto que você não se contentará em ouvir apenas uma música do álbum, e muito menos se limitará o ouvir uma única vez.”.
Pedro Henrique Pinheiro para o Tenho Mais Discos Que Amigos! conclui: “Goela Abaixo dá continuidade ao legado que a banda está deixando para a soul music nacional. Mais imediato e atual, o álbum narra diferentes camadas do amor e de uma relação saudável”.
Rodrigo Hortega para o G1 não faz comentários negativos, nem positivos: “Ela passeia por reagge, funk, r&b e outros cantos com desenvoltura. Mas ainda falta um pouco de foco para chegar ao ponto G.”.
Mauro Ferreira também para o G1 elogia: “Tantas cores e tanto canto cumprem a função de manter a aura hype em torno de Liniker Barros e os Caramelows.”.
O álbum foi indicado ao Grammy Latino de Melhor Álbum Pop Contemporâneo em Língua Portuguesa de 2019.

## Faixas
| N.º | Título                     | Duração |  |
| 1.  | "Brechoque"                |         |  |
| 2.  | "Lava"                     |         |  |
| 3.  | "Beau"                     |         |  |
| 4.  | "De Ontem"                 |         |  |
| 5.  | "Boca"                     |         |  |
| 6.  | "Bem Bom" (feat. Mahmundi) |         |  |
| 7.  | "Calmô"                    |         |  |
| 8.  | "Textão"                   |         |  |
| 9.  | "Claridades"               |         |  |
| 10. | "Amarela Paixão"           |         |  |
| 11. | "Intimidade"               |         |  |
| 12. | "Gota"                     |         |  |
| 13. | "Goela"                    |         |  |